# 기억의 숲속에 사랑이 있네
《기억의 숲속에 사랑이 있네》는 2002년 5월 10일에 MBC에서 방영한 베스트극장이다.

## 등장 인물

### 주요 인물
- 김미희 : 민서 역
- 이광기 : 인우 역
- 심형탁 : 현수 역 - 민서의 신랑. 교통사고로 사망.

### 그 외 인물
- 이효춘
- 전수현
- 박주희
- 최자혜